# Nintendo DS
Nintendo DS (také NDS nebo DS) je přenosná herní konzole (handheld) firmy Nintendo, uvedená na trh v roce 2004. Vzdáleně připomínající Game Boy Advance SP svým otevíracím designem se ale výrazně liší přítomností druhého displeje, který je dotykový. Systém disponuje vestavěným mikrofonem, podporou 802.11 WiFi a dvěma sloty pro cartridge s hrami – jeden pro DS hry a druhý pro GameBoy Advance hry. Nintendo DS je plně kompatibilní se systémem Game Boy Advance, nikoliv však s předchozí generací – Game Boy a Game Boy Color. Nintendo DS není nástupcem Gameboy Advance – není dalším Gameboyem, ale novým přístrojem.
DS je zkratka pro Dual Screen (česky „dvě obrazovky“), zvýrazňující hlavní znaky konzole. Během vývoje se konzole jmenovala Project Nitro.
2. března 2006 byla na japonský trh uvedena redesignovaná verze Nintenda DS s názvem Nintendo DS Lite. Byla uvedena na trh i v USA a Evropě.

## Design a specifikace

### Barvy a vzhled
Původní design Nintenda DS byl kritizován pro svou těžkopádnost a nemodernost. Základní barevná varianta Titanium (černá a stříbrná) je k dostání všude po světě. Electric Blue je určená pro Severní a Jižní Ameriku. Graphite Black, Pure White, Turquoise Blue a Candy Pink jsou v Japonsku. Mystic Pink a Cosmic Blue je určena pro Austrálii a Nový Zéland. Candy Pink a Cosmic Blue jsou ale k dostání i v Evropě jako součást balíku Nintenda DS se hrou Nintendogs.
Konzole má dva displeje – horní a dolní, který je dotekový. Vlevo od dolní obrazovky je osmisměrný ovládací kříž a tlačítko na zapnutí přístroje, vpravo jsou čtyři funkční tlačítka (označená A, B, X, Y) a nad nimi tlačítka START a SELECT. Tato základní sada se ovládá při držení konzole palci. Na vrchní straně konzole jsou ještě dvě tlačítka L a R, která jsou určená pro ovládání ukazováky obou rukou.
Po obou stranách horního displeje se nachází stereoreproduktory.

### Technologie
Konzole váží 275 gramů. Rozměry jsou 148,7 × 84,7 × 28,9 mm. Dva nezávislé TFT LCD displeje mají rozlišení 256 × 192 pixelů a rozměry 62 x 46 mm s úhlopříčkou 77 mm. Obrazovky jsou od sebe vzdáleny 21 mm. Spodní obrazovka je dotyková, rozlišuje jeden dotek, je ale možné postupně přecházet mezi body. Konzole má dva oddělené ARM procesory – ARM946E-S s taktem 67 MHz a ARM7TDMI koprocesor s taktem 33 MHz. Nintendo DS disponuje 4 MB paměti, vyžadující napětí 1,65 voltů.
Systémový 3D hardware má schopnost transformace a nasvěcování, mapování textur, alpha blending, antialiasing, cell shading a z-buffering. Nemá přímou schopnost filtrování textur. Systém teoreticky dokáže spočítat až 120 000 trojúhelníků při rychlosti 30 snímků za sekundu. V praxi má systém limit okolo 4 000 trojúhelníků na scénu. Hardware je navíc uzpůsoben k zobrazování 3D scény pouze na jednom displeji, při použití obou dochází k silnému poklesu výkonu. Přesto některé hry (Viewtiful Joe: Double Trouble) zobrazují 3D scénu na obou obrazovkách bez znatelného zpomalení či ztráty kvality.
Systém také obsahuje dva 2D enginy, pro každý display jeden. V zásadě se jedná o vylepšený základ od GameBoy Advance.
Hry se distribuují na cartridgích s pevným paměťovým médiem a bývají doplněné o flash paměť, EEPROM pro ukládání pozic ve hře a hráčovo nastavení. Limit se uvádí až 1 GB, v praxi ale mají hry okolo 30 – 100 MB. Rozměr této cartridge je 33,0 × 35,0 × 3,8 mm.
WiFi má několik využití. Jednak lze mnoho her hrát v multiplayeru (dosah WiFi je okolo 10 m), lze také touto cestou chatovat pomocí vestavěnému programu Pictochat. Dále je možné se u WiFi access pointu připojit na internet a hrát vybrané hry online nebo si prohlížet www stránky (pomocí Opera DS Browser) a dále pak stahovat dema her z internetu.

### DSTT - flashkarta pro Nintendo DS
Jedná se o zařízení, které umožňuje uložit a hrát hry na Nintendu DS nahráním jejich obrazu ve formátu .rom na microSD kartu vloženou do DSTT. DSTT se vkládá do Slotu-1 jako každá jiná herní cartridge pro NDS. Pro naprosto legální hraní na DSTT je nutné vlastnit originální hru. DSTT navíc umožňuje spouštění i dalších aplikací, jako je MoonShell a další homebrew aplikace.
Alternativami k DSTT pro Nintendo DS a DS lite jsou R4 Revolution SDHC, U2DS (podpora adresářů), pro Nintendo DSi pak flashkarta DSTTi.

### Download Play
Mnoho her podporuje multiplayer systém založený na tom, že každý hráč vlastní svou cartridge se hrou. Některé hry ale podporují systém „jedna cartridge - více hráčů“. V praxi to funguje tak, že jeden hráč založí multiplayerovou hru a ostatní si vybráním položky Download Play stáhnout přes WiFi potřebné informace, grafiku, zvuky a ostatní data pro hraní.
4 MB paměti pro Download Play stačí obvykle pro většinu her s touto podporou, stažení jedné hry trvá několik sekund. Po vypnutí konzole se hra z paměti ztratí.

### Kompatibilita
Nintendo DS je plně kompatibilní s GameBoy Advance systémem. Nefungují v něm však hry z původního GameBoye ani z GameBoy Color, ačkoli ty v GameBoy Advance fungovaly. To je způsobeno tím, že GameBoy Advance obsahoval svoje vlastní čipové sady a zároveň čipové sady ze jmenovaných systémů. Ty v Nintendu DS chybí. V konzoli je možné mít založené současně cartridge s GameBoy Advance hrou i Nintendo DS hrou – v hlavním menu konzole si pak lze vybrat, ze kterého slotu spustit hru.
Hry pro GBA se na Nintendu DS provozují jen na jedné obrazovce, je možné si vybrat na které. Není možné nijak využívat nových tlačítek X a Y, stejně jako dotykového displaye, WiFi či mikrofonu. Jelikož má Nintendo DS vyšší rozlišení displeje, GBA vyplňuje přebytečné pixely černou barvou – úzký rámeček okolo herní obrazovky.
Některé hry, určené primárně pro GameBoy Advance, mohou komunikovat s vybranými hrami pro Nintendo DS (např. Castlevania: Dawn of Sorrow, Kirby: Canvas Curse, WarioWare: Touched!, Feel the Magic: XY/XX a Advance Wars: Dual Strike). Pokud necháme ve slotu pro GBA hry ekvivalentní titul, odemknou se nové možnosti, předměty a další obsah ve hře pro NDS.

### Výdrž baterie
Nintendo DS obsahuje nabíjecí akumulátor Li-Ion. Uváděná délka výdrže je 6 – 10 hodin při plném nabití. Délka je ale ovlivněna mnoha faktory, například podsvícení displeje, hlasitost zvuku, používání jedné nebo obou obrazovek a používání WiFi.
Baterie je výměnná, výměna nemá žádný vliv na uložené pozice ve hrách.
Nintendo DS má funkci spánku pro šetření baterie během hraní. Prostým zavřením konzole se vypnou oba displeje a stav hry se pozastaví. Je takto možné donést konzoli s docházející baterií k zásuvce dobít si ji. Jedná se o systémovou vlastnost, která funguje u všech her pro NDS. Oproti tomu hry na GBA nejsou zavřením NDS nijak ovlivněny. Mnoho GBA her má ale funkci spánku softwarově zabudovanou – její aktivace a následné zavření přístroje má tedy stejný efekt.

### Komunikace s Nintendo Wii
Nintendo DS je schopno komunikovat přes WiFi s herní konzolí Wii. Toto spojení se dá využívat podobně jako spojení Gameboye Advance s herní konzolí Nintendo GameCube. Je možné odemknout některé části hry, hru ovládat DSkem nebo do DSka nahrát demoverze, které byly předtím staženy z internetu přes Nintendo Wii.

## Software a hry
K červnu 2006 má Nintendo DS přes 120 komerčních herních titulů. Patří mezi ně zejména tradiční pokračovatelé sérií her ze stáje Nintendo.

### Klíčové hry ze stáje Nintenda
| - Advance Wars: Dual Strike - Animal Crossing: Wild World - Big Brain Academy - Brain Age: Train Your Brain in Minutes a Day - Dr. Kawashima’s Brain Training 2 - Electroplankton - Jam with the Band - Jump Super Stars - Kirby: Canvas Curse | - Mario & Luigi: Partners in Time - Mario Kart DS - Meteos - Metroid Prime: Hunters - Metroid Prime Pinball - New Super Mario Bros. - Nintendogs - Osu! Tatakae! Ouendan | - Pokémon Diamond and Pearl - Pokémon Mysterious Dungeon: Blue Rescue Team - Pokémon Ranrger - Pokémon Trozei - Super Mario 64 DS - Super Princess Peach - Tetris DS - WarioWare: Touched! - Yoshi's Touch & Go |

### Další populární hry ze strany jiných výrobců
- Castlevania: Dawn of Sorrow (Konami)
- Children of Mana (Square Enix)
- Contact (Grasshopper Manufacture)
- Dragon Quest Heroes: Rocket Slime (Square Enix)
- Lost in Blue (Konami)
- Lunar Knights (Kojima Productions)
- MegaMan Battle Network 5: Double Team DS (Capcom)
- Mega Man ZX (Capcom)
- Phoenix Wright: Ace Attorney (Capcom)
- Resident Evil: Deadly Silence (Capcom)
- Sonic Rush (Sega)
- Tony Hawk's American Sk8land (Vicarious Visions)
- Trauma Center: Under the Knife (Atlus)
- Viewtiful Joe: Double Trouble (Capcom)